# Gasterantrodes inopinatus
Gasterantrodes inopinatus es una especie de insecto coleóptero de la familia Chrysomelidae.
Fue descrita científicamente en 1981 por Daccordi.